# Mundochthonius holsingeri
Espèce
Mundochthonius holsingeri est une espèce de pseudoscorpions de la famille des Chthoniidae.

## Distribution
Cette espèce est endémique de Virginie aux États-Unis. Elle se rencontre dans la grotte Helsley Cave dans le comté de Shenandoah.

## Description
La femelle holotype mesure 1,52 mm.

## Étymologie
Cette espèce est nommée en l'honneur du biospéléologue John R. Holsinger.

## Publication originale
- Benedict & Malcolm, 1974 : A new cavernicolous species of Mundochthonius from the eastern United States (Pseudoscorpionida, Chthoniidae). Journal of Arachnology, vol. 2, no 1, p. 1-4 (texte intégral).